# سيد بينيت
سيد بينيت (بالإنجليزية: Sid Bennett)‏ (2 فبراير 1895 في الولايات المتحدة - 30 ديسمبر 1971 في الولايات المتحدة) هو لاعب كرة قدم أمريكي في مركز مصطدم ‏.

## وصلات خارجية
- سيد بينيت على موقع مرجع كرة القدم المحترفة.كوم (الإنجليزية)